# Список Героев Советского Союза (Бирюзов — Бойцов)
В настоящем списке представлены в алфавитном порядке все Герои Советского Союза, чьи фамилии начинаются с буквы «Б» (всего 983 человека, из них 12 удостоены этого звания дважды, один — трижды и один — четырежды). Список содержит даты Указов Президиума Верховного Совета СССР о присвоении звания, информацию о роде войск, должности и воинском звании Героев на дату представления к присвоению звания Героя Советского Союза, годах их жизни.
Ударения в фамилиях Героев приведены по книге «Герои Советского Союза: Краткий биографический словарь / Пред. ред. коллегии И. Н. Шкадов. — М.: Воениздат, 1987. — Т. 1 /Абаев — Любичев/. — 911 с. — 100 000 экз. — ISBN отс., Рег. № в РКП 87-95382.».
- Персиковым цветом  в таблице выделены Герои, удостоенные звания дважды и более раз.
- Серым цветом  в таблице выделены Герои, представленные к званию посмертно.

| Навигационная таблица | Навигационная таблица                |
| --------------------- | ------------------------------------ |
| «Б»                   | Бабаджанян Амазасп — Балебин Василий |
| «Б»                   | Баленко Александр — Батяев Василий   |
| «Б»                   | Бахаев Степан — Белоусов Павел       |
| «Б»                   | Белоусов Степан — Бирченко Иван      |
| «Б»                   | Бирюзов Сергей — Бойцов Игорь        |
| «Б»                   | Бойцов Филипп — Бортник Роман        |
| «Б»                   | Бортовский Матвей — Булаев Александр |
| «Б»                   | Булаенко Иван — Бяков Алексей        |

| № п/п | Фамилия Имя Отчество                                                          | Дата Указа            | Род войск    | Должность | Звание                                      | Годы жизни                           | БС ГС НЛ                        |
| ----- | ----------------------------------------------------------------------------- | --------------------- | ------------ | --- | ------------------------------------------- | ------------------------------------ | ------------------------------- |
| 487   | Бирюзо́в Сергей Семёнович                                                      | 01.02.1958            | маршал       | главнокомандующий войсками ПВО страны, заместитель министра обороны СССР | Маршал Советского Союза                     | 21.08.1904 — 19.10.1964              | ——                              |
| 488   | Бирюко́в Александр Иванович                                                    | 13.09.1944            | пехота       | командир отделения 105-го гвардейского стрелкового полка 34-й гвардейской стрелковой дивизии 46-й армии 3-го Украинского фронта | гвардии сержант                             | 19.12.1920 — 14.12.1973              | [ БС 1 ] [ ГС 2 ] [ НЛ 1 ]      |
| 489   | Бирюко́в Борис Васильевич                                                      | 20.11.1941            | авиация      | командир эскадрильи 92-го истребительного авиационного полка 44-й истребительной авиационной дивизии 6-й армии Юго-Западного фронта | лейтенант                                   | 03.08.1916 — 24.05.1942              | [ БС 2 ] [ ГС 3 ] [ НЛ 2 ]      |
| 490   | Бирюко́в Борис Николаевич                                                      | 01.05.1957            | —            | лётчик-испытатель Новосибирского авиационного завода № 153 имени В. П. Чкалова | —                                           | 02.08.1918 — 08.12.1995              | ——                              |
| 491   | Бирюко́в Василий Николаевич                                                    | 23.02.1945            | авиация      | заместитель командира эскадрильи 723-го штурмового авиационного полка 211-й штурмовой авиационной дивизии 3-й воздушной армии 1-го Прибалтийского фронта | старший лейтенант                           | 11.12.1919 — 15.10.1993              | [ БС 3 ] [ ГС 5 ] [ НЛ 3 ]      |
| 492   | Бирюко́в Василий Яковлевич                                                     | 27.02.1945            | кавалерия    | заместитель командира 52-го гвардейского кавалерийского полка 14-й гвардейской кавалерийской дивизии 7-го гвардейского кавалерийского корпуса 1-го Белорусского фронта                                                                                             | гвардии майор                               | 09.08.1918 — 14.04.1993              | [ БС 3 ] [ ГС 6 ] [ НЛ 4 ]      |
| 493   | Бирюко́в Григорий Иванович                                                     | 24.03.1945            | пехота       | командир роты 1001-го стрелкового полка 279-й стрелковой дивизии 51-й армии 4-го Украинского фронта | старший лейтенант                           | 1919 — 28.08.1944                    | [ БС 3 ] [ ГС 7 ] [ НЛ 5 ]      |
| 494   | Бирюко́в Иван Семёнович                                                        | 22.07.1944            | пехота       | адъютант старший батальона 199-го гвардейского стрелкового полка 67-й гвардейской стрелковой дивизии 6-й гвардейской армии 1-го Прибалтийского фронта | гвардии старший лейтенант                   | 06.10.1918 — 25.06.1944              | [ БС 3 ] [ ГС 8 ] [ НЛ 6 ]      |
| 495   | Бирюко́в Константин Михайлович                                                 | 25.10.1943            | пехота       | командир взвода 71-го стрелкового полка 30-й стрелковой дивизии 47-й армии Воронежского фронта | младший лейтенант                           | 1924 — 02.10.1943                    | [ БС 3 ] [ ГС 9 ] [ НЛ 7 ]      |
| 496   | Бирюко́в Николай Иванович                                                      | 28.04.1945            | генерал      | командир 20-го гвардейского стрелкового корпуса 4-й гвардейской армии 3-го Украинского фронта | гвардии генерал-майор                       | 06.12.1901 — 30.06.1980              | [ БС 3 ] [ ГС 10 ] [ НЛ 8 ]     |
| 497   | Бирюко́в Серафим Кириллович                                                    | 20.06.1942            | авиация      | заместитель командира 42-го авиационного полка 36-й авиационной дивизии Авиации дальнего действия | капитан                                     | 09.09.1913 — 04.05.1992              | [ БС 4 ] [ ГС 11 ] [ НЛ 9 ]     |
| 498   | Бирю́ля Константин Пименович                                                   | 14.09.1945            | морской флот | командир пулемётного отделения 355-го отдельного батальона морской пехоты Тихоокеанского флота | сержант                                     | 18.01.1919 — 03.07.1949              | [ БС 5 ] [ ГС 12 ] [ НЛ 10 ]    |
| 499   | Бисе́ниек Анастасия Александровна                                              | 08.05.1965            | партизан     | активная участница партизанской борьбы в Ленинградской области, руководитель подпольной организации в городе Дно | —                                           | 1899 — 13.10.1943                    | ——                              |
| 500   | Би́серов Кузьма Фёдорович                                                      | 08.09.1943            | артиллерия   | наводчик противотанкового орудия 207-го гвардейского стрелкового полка 70-й гвардейской стрелковой дивизии 13-й армии Центрального фронта | гвардии ефрейтор                            | 26.03.1923 — 25.07.1943              | [ БС 5 ] [ ГС 14 ] [ НЛ 11 ]    |
| 501   | Битюко́в Прокопий Семёнович                                                    | 17.10.1943            | пехота       | командир отделения автоматчиков 241-го гвардейского стрелкового полка 75-й гвардейской стрелковой дивизии 60-й армии Центрального фронта | гвардии старшина                            | 1919 — 10.08.1944                    | [ БС 5 ] [ ГС 15 ] [ НЛ 12 ]    |
| 502   | Битю́цкий Пётр Семёнович                                                       | 05.11.1942            | комиссар     | военный комиссар эскадрильи 66-го штурмового авиационного полка 15-й смешанной авиационной дивизии Юго-Западного фронта | политрук                                    | 17.07.1913 — 13.08.1941              | [ БС 5 ] [ ГС 16 ] [ НЛ 13 ]    |
| 503   | Бица́ев Сергей Владимирович осет. Бицаты Сергей                                | 18.08.1945            | авиация      | командир звена 845-го истребительного авиационного полка 269-й истребительной авиационной дивизии 4-й воздушной армии 2-го Белорусского фронта | лейтенант                                   | 15.05.1922 — 22.03.1962              | [ БС 5 ] [ ГС 17 ] [ НЛ 14 ]    |
| 504   | Бла́гов Василий Иванович                                                       | 27.02.1945            | инженер      | командир отделения 249-го отдельного сапёрного батальона 134-й стрелковой дивизии 69-й армии 1-го Белорусского фронта | сержант                                     | 11.12.1906 — 16.09.1979              | [ БС 5 ] [ ГС 18 ] [ НЛ 15 ]    |
| 505   | Благове́щенский Алексей Сергеевич бел. Благавешчанскі Аляксей Сяргеевіч        | 14.11.1938            | авиация      | командир эскадрильи советских лётчиков-истребителей в составе Национально-революционной армии Китая | капитан                                     | 18.10.1909 — 25.05.1994              | ——                              |
| 506   | Благода́ров Константин Владимирович                                            | 20.04.1945            | авиация      | заместитель командира эскадрильи 8-го гвардейского штурмового авиационного полка 11-й штурмовой авиационной дивизии ВВС Балтийского флота | гвардии старший лейтенант                   | 29.07.1919 — 22.06.1951              | [ БС 6 ] [ ГС 20 ] [ НЛ 16 ]    |
| 507   | Благоде́телев Павел Сергеевич                                                  | 10.04.1945            | артиллерия   | командир батареи 467-го гвардейского миномётного полка 7-го гвардейского танкового корпуса 3-й гвардейской танковой армии 1-го Украинского фронта | гвардии старший лейтенант                   | 28.06.1908 — 21.10.1988              | [ БС 6 ] [ ГС 21 ] [ НЛ 17 ]    |
| 508   | Блаже́вич Иван Иванович (Блажявичюс Ионас Ионасович) лит. Blaževičius Jonas    | 28.04.1945            | генерал      | командир 99-й гвардейской стрелковой дивизии 9-й гвардейской армии 3-го Украинского фронта | гвардии генерал-майор                       | 07.01.1903 — 24.04.1945              | [ БС 6 ] [ ГС 22 ] [ НЛ 18 ]    |
| 509   | Блажку́н Андрей Фёдорович укр. Блажкун Андрій Федорович                        | 24.03.1945            | пехота       | стрелок 202-го гвардейского стрелкового полка 68-й гвардейской стрелковой дивизии 46-й армии 2-го Украинского фронта | гвардии красноармеец                        | 1926 — 27.11.1944                    | [ БС 6 ] [ ГС 23 ] [ НЛ 19 ]    |
| 510   | Бла́у Александр Александрович латыш. Blaus Aleksandrs                          | 24.03.1945            | пехота       | командир 2-го стрелкового батальона 572-го стрелкового полка 233-й стрелковой дивизии 57-й армии 3-го Украинского фронта | капитан                                     | 05.02.1912 — 11.02.1988              | [ БС 6 ] [ ГС 24 ] [ НЛ 20 ]    |
| 511   | Близню́к Станислав Григорьевич                                                 | 05.02.1990            | авиация      | лётчик-испытатель ОКБ имени С. В. Ильюшина | капитан                                     | 18.11.1934 — 14.10.2008              | ——                              |
| 512   | Бли́нников Сергей Александрович                                                | 10.04.1945            | инженер      | командир 107-го отдельного моторизованного штурмового инженерно-сапёрного батальона 23-й моторизованной штурмовой инженерно-сапёрной бригады 13-й армии 1-го Украинского фронта                                                                                    | майор                                       | 20.12.1907 — 07.10.1985              | [ БС 6 ] [ ГС 26 ] [ НЛ 21 ]    |
| 513   | Блино́в Алексей Павлович                                                       | 23.02.1948            | авиация      | заместитель командира эскадрильи 177-го гвардейского истребительного авиационного полка 14-й гвардейской истребительной авиационной дивизии 3-го гвардейского истребительного авиационного корпуса 5-й воздушной армии 2-го Украинского фронта                     | гвардии старший лейтенант                   | 18.03.1918 — 08.01.1982              | ——                              |
| 514   | Блино́в Владимир Карпович                                                      | 24.03.1945            | инженер      | командир сапёрного отделения 170-го отдельного инженерно-сапёрного батальона 14-й инженерно-сапёрной бригады РГК в составе 65-й армии 1-го Белорусского фронта | сержант                                     | 01.01.1904 — 10.04.1990              | [ БС 8 ] [ ГС 28 ] [ НЛ 22 ]    |
| 515   | Блино́в Иван Алексеевич                                                        | 31.05.1945            | кавалерия    | командир сабельного взвода 9-го гвардейского кавалерийского полка 3-й гвардейской кавалерийской дивизии 2-го гвардейского кавалерийского корпуса 1-го Белорусского фронта                                                                                          | гвардии старший лейтенант                   | 26.06.1911 — 06.04.1970              | [ БС 9 ] [ ГС 29 ] [ НЛ 23 ]    |
| 516   | Блино́в Константин Минаевич                                                    | 17.04.1943            | танкист      | командир танка Т-34 119-го танкового батальона 103-й танковой бригады 3-го танкового корпуса 6-й армии Юго-Западного фронта | младший лейтенант                           | 1912 — 12.07.1943                    | [ БС 9 ] [ ГС 30 ] [ НЛ 24 ]    |
| 517   | Блино́в Никита Павлович                                                        | 05.11.1942            | танкист      | командир роты танков 6-й гвардейской танковой бригады 38-й армии Юго-Западного фронта | гвардии старший лейтенант                   | 03.04.1914 — 02.04.1942              | [ БС 9 ] [ ГС 31 ] [ НЛ 25 ]    |
| 518   | Блино́в Павел Фёдорович                                                        | 10.04.1945            | авиация      | командир звена 141-го гвардейского штурмового авиационного полка 9-й гвардейской штурмовой авиационной дивизии 1-го гвардейского штурмового авиационного корпуса 2-й воздушной армии 1-го Украинского фронта                                                       | гвардии старший лейтенант                   | 20.09.1919 — 16.07.1998              | [ БС 9 ] [ ГС 32 ] [ НЛ 26 ]    |
| 519   | Блохи́н Виктор Алексеевич                                                      | 21.07.1944            | пехота       | командир отделения 173-го стрелкового полка 90-й стрелковой дивизии 21-й армии Ленинградского фронта | сержант                                     | 01.04.1922 — 14.06.1944              | [ БС 10 ] [ ГС 33 ] [ НЛ 27 ]   |
| 520   | Блохи́н Иван Иванович                                                          | 28.09.1943            | авиация      | штурман 239-го истребительного авиационного полка 235-й истребительной авиационной дивизии 10-го истребительного авиационного корпуса 2-й воздушной армии Воронежского фронта                                                                                      | майор                                       | 06.07.1917 — 17.10.1948              | [ БС 11 ] [ ГС 34 ] [ НЛ 28 ]   |
| 521   | Блохи́н Фёдор Тимофеевич                                                       | 24.03.1945            | инженер      | командир сапёрного взвода 875-го стрелкового полка 158-й стрелковой дивизии 39-й армии 3-го Белорусского фронта | старший сержант                             | 11.11.1903 — 30.07.1974              | [ БС 11 ] [ ГС 35 ] [ НЛ 29 ]   |
| 522   | Блувште́йн Александр Абрамович                                                 | 24.04.1944            | десантники   | командир батальона 5-й гвардейской воздушно-десантной бригады 52-й армии 2-го Украинского фронта | гвардии майор                               | 15.05.1910 — 20.10.1984              | [ БС 11 ] [ ГС 36 ] [ НЛ 30 ]   |
| 523   | Бо́бин Николай Алексеевич                                                      | 31.12.1942            | авиация      | командир отряда 7-го авиационного полка 53-й авиационной дивизии Авиации дальнего действия | капитан                                     | 09.08.1914 — 15.05.1943              | [ БС 11 ] [ ГС 37 ] [ НЛ 31 ]   |
| 524   | Бобко́в Валентин Васильевич                                                    | 27.06.1945            | авиация      | командир эскадрильи 106-го гвардейского истребительного авиационного полка 11-й гвардейской истребительной авиационной дивизии 2-го гвардейского штурмового авиационного корпуса 2-й воздушной армии 1-го Украинского фронта                                       | гвардии капитан                             | 29.07.1920 — 30.05.2001              | [ БС 11 ] [ ГС 38 ] [ НЛ 32 ]   |
| 525   | Бобко́в Виктор Николаевич                                                      | 24.03.1945            | пехота       | разведчик взвода пешей разведки 609-го стрелкового полка 139-й стрелковой дивизии 50-й армии 2-го Белорусского фронта | ефрейтор                                    | 24.04.1926 — 17.10.1944              | [ БС 11 ] [ ГС 39 ] [ НЛ 33 ]   |
| 526   | Бобко́в Григорий Евдокимович                                                   | 30.10.1943            | пехота       | командир взвода 43-го стрелкового полка 106-й стрелковой дивизии 65-й армии Центрального фронта | старшина                                    | 15.09.1907 — 14.08.1981              | [ БС 12 ] [ ГС 40 ] [ НЛ 34 ]   |
| 527   | Бобко́в Николай Ефимович                                                       | 24.03.1945            | комиссар     | заместитель по политической части командира батальона 1077-го стрелкового полка 316-й стрелковой дивизии 46-й армии 2-го Украинского фронта | старший лейтенант                           | 1915 — 01.02.1945                    | [ БС 13 ] [ ГС 41 ] [ НЛ 35 ]   |
| 528   | Боборы́кин Виталий Николаевич                                                  | 24.03.1945            | пехота       | командир взвода 126-го гвардейского стрелкового полка 41-й гвардейской стрелковой дивизии 4-й гвардейской армии 3-го Украинского фронта | гвардии лейтенант                           | 11.07.1922 — 06.12.2002              | [ БС 13 ] [ ГС 42 ] [ НЛ 36 ]   |
| 529   | Боборы́кин Иван Павлович                                                       | 10.01.1944            | танкист      | механик-водитель танка Т-34 345-го танкового батальона 91-й отдельной танковой бригады 3-й гвардейской танковой армии 1-го Украинского фронта | сержант                                     | 20.10.1923 — 27.10.1991              | [ БС 13 ] [ ГС 43 ] [ НЛ 37 ]   |
| 530   | Бобо́шко Константин Матвеевич укр. Бобошко Костянтин Матвійович                | 04.06.1944            | артиллерия   | командир батареи 26-го гвардейского артиллерийского полка 17-й гвардейской стрелковой дивизии 39-й армии Калининского фронта | гвардии капитан                             | 28.05.1918 — 26.11.1994              | [ БС 13 ] [ ГС 44 ] [ НЛ 38 ]   |
| 531   | Бобро́ Николай Макарович укр. Бобро Микола Макарович                           | 24.03.1945            | пехота       | помощник командира взвода 95-го стрелкового полка 14-й стрелковой дивизии 14-й армии Карельского фронта | старший сержант                             | 25.11.1916 — 13.07.1987              | [ БС 13 ] [ ГС 45 ] [ НЛ 39 ]   |
| 532   | Бобро́в Владимир Иванович                                                      | 20.03.1991            | авиация      | командир 104-го гвардейского истребительного авиационного полка 9-й гвардейской истребительной авиационной дивизии 2-й воздушной армии 1-го Украинского фронта | гвардии подполковник                        | 11.07.1915 — 28.03.1970              | ——                              |
| 533   | Бобро́в Иван Яковлевич                                                         | 15.01.1944            | пехота       | командир роты 409-го стрелкового полка 137-й стрелковой дивизии 48-й армии Центрального фронта | старший лейтенант                           | 15.03.1907 — 09.09.1943              | [ БС 13 ] [ ГС 47 ] [ НЛ 40 ]   |
| 534   | Бобро́в Леонид Николаевич укр. Бобров Леонід Миколайович                       | 19.04.1945            | авиация      | командир эскадрильи 134-го гвардейского бомбардировочного авиационного полка 6-й гвардейской бомбардировочной авиационной дивизии 1-й воздушной армии 3-го Белорусского фронта                                                                                     | гвардии майор                               | 20.01.1920 — 15.09.1988              | [ БС 14 ] [ ГС 48 ] [ НЛ 41 ]   |
| 535   | Бобро́в Михаил Иванович укр. Бобров Михайло Іванович                           | 24.03.1945            | пехота       | командир взвода 609-го стрелкового полка 139-й стрелковой дивизии 50-й армии 2-го Белорусского фронта | лейтенант                                   | 05.04.1920 — 10.05.1951              | [ БС 15 ] [ ГС 49 ] [ НЛ 42 ]   |
| 536   | Бобро́в Николай Александрович                                                  | 10.02.1943            | авиация      | воздушный стрелок-радист 44-го отдельного скоростного бомбардировочного авиационного полка Ленинградского фронта | старший сержант                             | 19.04.1921 — 12.07.1942              | [ БС 15 ] [ ГС 50 ] [ НЛ 43 ]   |
| 537   | Бобро́в Николай Галактионович                                                  | 22.02.1944            | пехота       | командир взвода 956-го стрелкового полка 299-й стрелковой дивизии 53-й армии Степного фронта | младший лейтенант                           | 21.10.1923 — 04.10.1943              | [ БС 15 ] [ ГС 51 ] [ НЛ 44 ]   |
| 538   | Бобро́в Фёдор Александрович                                                    | 28.04.1945            | генерал      | командир 42-й гвардейской стрелковой дивизии 40-й армии 2-го Украинского фронта | гвардии генерал-майор                       | 06.03.1898 — 25.09.1944              | [ БС 15 ] [ ГС 52 ] [ НЛ 45 ]   |
| 539   | Бобро́вский Александр Андреевич                                                | 18.12.1956            | авиация      | командир эскадрильи 880-го гвардейского бомбардировочного авиационного полка 177-й гвардейской бомбардировочной авиационной дивизии Особого корпуса советских войск                                                                                                | гвардии капитан                             | 08.10.1922 — 07.11.1956              | ——                              |
| 540   | Бобру́к Сергей Антонович бел. Бабрук Сяргей Антонавіч                          | 19.03.1944            | пехота       | командир 47-й гвардейской стрелковой дивизии 4-го гвардейского корпуса 8-й гвардейской армии 3-го Украинского фронта | гвардии полковник                           | 15.02.1901 — 18.03.1962              | [ БС 15 ] [ ГС 54 ] [ НЛ 46 ]   |
| 541   | Бо́ва Ефим Ермолаевич укр. Бова Юхим Єрмолайович                               | 04.06.1944            | инженер      | сапёр 58-го отдельного сапёрного батальона 37-й стрелковой дивизии 34-й армии Северо-Западного фронта | ефрейтор                                    | 1919 — 20.07.1943                    | [ БС 15 ] [ ГС 55 ] [ НЛ 47 ]   |
| 542   | Бовку́н Иван Михайлович укр. Бовкун Іван Михайлович                            | 04.01.1944            | партизан     | активный участник партизанской борьбы на Украине, командир соединения партизанских отрядов «За Родину» Черниговской области | —                                           | 20.02.1908 — 08.07.1988              | [ БС 16 ] [ ГС 56 ] [ НЛ 48 ]   |
| 543   | Бовт Василий Афанасьевич укр. Бовт Василь Опанасович                          | 15.05.1946            | пехота       | командир пулемётного расчёта 180-го гвардейского стрелкового полка 60-й гвардейской стрелковой дивизии 5-й ударной армии 1-го Белорусского фронта | гвардии сержант                             | 1916 — 28.10.1949                    | [ БС 17 ] [ ГС 57 ] [ НЛ 49 ]   |
| 544   | Богайчу́к Степан Романович укр. Богайчук Степан Романович                      | 16.11.1943            | артиллерия   | командир батареи 369-го артиллерийского полка 162-й стрелковой дивизии 65-й армии Центрального фронта | старший лейтенант                           | 17.04.1919 — 17.07.1998              | [ БС 17 ] [ ГС 58 ] [ НЛ 50 ]   |
| 545   | Бога́ткин Владимир Владимирович                                                | 29.06.1945            | артиллерия   | командир 1-го отдельного истребительно-противотанкового артиллерийского дивизиона 7-й гвардейской стрелковой дивизии 10-й гвардейской армии 2-го Прибалтийского фронта                                                                                             | гвардии капитан                             | 29.07.1924 — 30.08.1944              | [ БС 17 ] [ ГС 59 ] [ НЛ 51 ]   |
| 546   | Бога́тов Николай Павлович                                                      | 23.09.1944            | танкист      | механик-водитель танка Т-34 237-й танковой бригады 31-го танкового корпуса 1-го Украинского фронта | старшина                                    | 27.04.1923 — 19.08.1974              | [ БС 17 ] [ ГС 60 ] [ НЛ 52 ]   |
| 547   | Бога́тов Павел Михайлович                                                      | 10.01.1944            | связисты     | командир взвода 210-й отдельной роты связи 136-й стрелковой дивизии 38-й армии Воронежского фронта | лейтенант                                   | 04.02.1914 — 05.05.1970              | [ БС 17 ] [ ГС 61 ] [ НЛ 53 ]   |
| 548   | Бога́тов Пётр Антонович                                                        | 23.09.1944            | артиллерия   | командир батареи 399-го гаубичного артиллерийского полка 2-й гвардейской гаубичной артиллерийской бригады 1-й гвардейской артиллерийской дивизии прорыва РГК в составе 13-й армии 1-го Украинского фронта                                                          | лейтенант                                   | 11.08.1921 — 17.09.2000              | [ БС 17 ] [ ГС 62 ] [ НЛ 54 ]   |
| 549   | Богатырёв Василий Васильевич                                                  | 15.05.1946            | артиллерия   | командир САУ ИСУ-122 364-го гвардейского тяжёлого самоходно-артиллерийского полка 6-й гвардейской танковой армии 3-го Украинского фронта | гвардии лейтенант                           | 05.02.1922 — 03.04.1945              | [ БС 17 ] [ ГС 63 ] [ НЛ 55 ]   |
| 550   | Богатырёв Харун Умарович                                                      | 17.11.1943            | танкист      | заместитель командира 51-й гвардейской танковой бригады 6-го гвардейского танкового корпуса 3-й гвардейской танковой армии Воронежского фронта | гвардии майор                               | 15.09.1907 — 10.07.1966              | [ БС 18 ] [ ГС 64 ] [ НЛ 56 ]   |
| 551   | Богаты́рь Иван Иванович укр. Богатир Іван Іванович                             | 20.06.1942            | пехота       | стрелок 456-го стрелкового полка 109-й стрелковой дивизии Приморской армии | ефрейтор                                    | 27.01.1919 — 06.12.1982              | [ БС 19 ] [ ГС 65 ] [ НЛ 57 ]   |
| 552   | Богаты́рь Пётр Устинович укр. Богатир Петро Устинович                          | 07.04.1940            | комиссар     | политрук роты 136-го стрелкового полка 97-й стрелковой дивизии 13-й армии Северо-Западного фронта | младший политрук                            | 18.01.1914 — 29.09.1959              | [ БС 19 ] [ ГС 66 ] [ НЛ 58 ]   |
| 553   | Бога́цкий Егор Петрович укр. Багацький Єгор Петрович                           | 31.05.1945            | танкист      | командир танковой роты 48-й гвардейской танковой бригады 12-го гвардейского танкового корпуса 2-й гвардейской танковой армии 1-го Белорусского фронта | гвардии капитан                             | 06.05.1917 — 01.02.1996              | [ БС 19 ] [ ГС 67 ] [ НЛ 59 ]   |
| 554   | Богачёв Александр Александрович                                               | 06.03.1945            | авиация      | лётчик 51-го минно-торпедного авиационного полка 8-й минно-торпедной авиационной дивизии ВВС Балтийского флота | младший лейтенант                           | 11.11.1922 — 12.08.1978              | [ БС 19 ] [ ГС 68 ] [ НЛ 60 ]   |
| 555   | Богачёв Василий Гаврилович                                                    | 27.12.1941            | танкист      | командир танкового батальона 10-го танкового полка 10-й танковой бригады 38-й армии Юго-Западного фронта | капитан                                     | 23.01.1910 — 29.09.1941              | [ БС 20 ] [ ГС 69 ] [ НЛ 61 ]   |
| 556   | Бога́шев Александр Иннокентьевич                                               | 13.09.1944            | пехота       | командир роты автоматчиков 529-го стрелкового полка 163-й стрелковой дивизии 40-й армии 2-го Украинского фронта | старший лейтенант                           | 05.08.1919 — 11.05.1984              | [ БС 21 ] [ ГС 70 ] [ НЛ 62 ]   |
| 557   | Бо́гдан Дмитрий Филиппович укр. Богдан Дмитро Пилипович                        | 24.03.1945            | инженер      | командир 565-го отдельного сапёрного батальона 294-й стрелковой дивизии 52-й армии 2-го Украинского фронта | капитан                                     | 23.09.1915 — 20.03.1944              | [ БС 21 ] [ ГС 71 ] [ НЛ 63 ]   |
| 558   | Богдане́нко Виктор Александрович                                               | 27.06.1945            | артиллерия   | наводчик орудия 530-го армейского истребительно-противотанкового артиллерийского полка 28-й армии 1-го Украинского фронта | сержант                                     | 04.01.1925 — 09.05.2002              | [ БС 21 ] [ ГС 72 ] [ НЛ 64 ]   |
| 559   | Богдане́нко Григорий Иванович укр. Богданенко Григорій Іванович                | 26.04.1944            | танкист      | механик-водитель танка Т-34 45-й гвардейской танковой бригады 11-го гвардейского танкового корпуса 1-й танковой армии 1-го Украинского фронта | гвардии старшина                            | 1922 — 08.07.1974                    | [ БС 21 ] [ ГС 73 ] [ НЛ 65 ]   |
| 560   | Богда́нов Александр Петрович                                                   | 21.06.1984            | пограничник  | военный советник 15-го отдельного пограничного полка пограничных войск Демократической Республики Афганистан | майор                                       | 05.01.1951 — 18.05.1984              | ——                              |
| 561   | Богда́нов Анатолий Сергеевич                                                   | 15.05.1946            | авиация      | командир звена 58-го гвардейского штурмового авиационного полка 2-й гвардейской штурмовой авиационной дивизии 16-й воздушной армии 1-го Белорусского фронта | гвардии старший лейтенант                   | 15.12.1922 — 19.12.1954              | [ БС 21 ] [ ГС 75 ] [ НЛ 66 ]   |
| 562   | Богда́нов Виктор Иванович                                                      | 18.08.1945            | авиация      | заместитель командира и штурман эскадрильи 828-го штурмового авиационного полка 260-й штурмовой авиационной дивизии 4-й воздушной армии 2-го Белорусского фронта                                                                                                   | капитан                                     | 17.01.1918 — 07.04.1948              | [ БС 21 ] [ ГС 76 ] [ НЛ 67 ]   |
| 563   | Богда́нов Григорий Богданович                                                  | 17.10.1943            | пехота       | командир батальона 385-го стрелкового полка 112-й стрелковой дивизии 60-й армии Центрального фронта | старший лейтенант                           | 04.02.1910 — 01.10.1943              | [ БС 21 ] [ ГС 77 ] [ НЛ 68 ]   |
| 564   | Богда́нов Иван Васильевич                                                      | 18.11.1944            | артиллерия   | командир орудия 122-го гвардейского отдельного истребительно-противотанкового дивизиона 120-й гвардейской стрелковой дивизии 3-й армии 1-го Белорусского фронта | гвардии старший сержант                     | 02.05.1924 — 10.11.2002              | [ БС 22 ] [ ГС 78 ] [ НЛ 69 ]   |
| 565   | Богда́нов Николай Васильевич                                                   | 08.10.1942            | артиллерия   | командир 18-го гвардейского артиллерийского полка Приморской армии Северо-Кавказского фронта | гвардии полковник                           | 14.09.1903 — 04.10.1943              | [ БС 23 ] [ ГС 79 ] [ НЛ 70 ]   |
| 566   | Богда́нов Николай Дмитриевич укр. Богданов Микола Дмитрович                    | 16.10.1943            | артиллерия   | командир дивизиона 34-го гвардейского артиллерийского полка 6-й гвардейской стрелковой дивизии 13-й армии Центрального фронта | гвардии майор                               | 27.04.1920 — 31.01.1945              | [ БС 23 ] [ ГС 80 ] [ НЛ 71 ]   |
| 567   | Богда́нов Пётр Дмитриевич                                                      | 27.02.1945            | пехота       | командир роты 1069-го стрелкового полка 311-й стрелковой дивизии 61-й армии 1-го Белорусского фронта | лейтенант                                   | 04.02.1909 — 04.10.1973              | [ БС 23 ] [ ГС 81 ] [ НЛ 72 ]   |
| 568   | Богда́нов Пётр Моисеевич                                                       | 10.04.1945            | инженер      | командир роты 108-го отдельного моторизованного штурмового инженерно-сапёрного батальона 23-й моторизованной штурмовой инженерно-сапёрной бригады РГК в составе войск 1-го Украинского фронта                                                                      | старший лейтенант                           | 06.06.1920 — 01.02.1945              | [ БС 23 ] [ ГС 82 ] [ НЛ 73 ]   |
| 569   | Богда́нов Пётр Николаевич                                                      | 27.06.1945            | пехота       | помощник командира взвода 66-го стрелкового полка 61-й стрелковой дивизии 28-й армии 1-го Украинского фронта | старший сержант                             | 1924 — 24.08.1945                    | [ БС 23 ] [ ГС 83 ] [ НЛ 74 ]   |
| 570   | Богда́нов Семён Ильич                                                          | 11.03.1944 06.04.1945 | генерал      | командующий 2-й танковой армией 2-го Украинского фронта командующий 2-й гвардейской танковой армией 1-го Белорусского фронта | генерал-лейтенант гвардии генерал-полковник | 29.08.1894 — 12.03.1960              | [ БС 23 ] [ ГС 84 ] [ НЛ 75 ]   |
| 571   | Богда́нов Фёдор Дмитриевич                                                     | 16.09.1957            | авиация      | лётчик-испытатель Научно-испытательного полигона № 4 | майор                                       | 09.08.1928 — 05.05.1994              | ——                              |
| 572   | Богда́нов Хамзя Салимович тат. Богданов Хәмзә Сәлих улы                        | 31.05.1945            | танкист      | командир 22-й гвардейской мотострелковой бригады 6-го гвардейского танкового корпуса 3-й гвардейской танковой армии 1-го Украинского фронта | гвардии полковник                           | 15.11.1904 — 29.06.1983              | [ БС 24 ] [ ГС 86 ] [ НЛ 76 ]   |
| 573   | Богдано́вич Пётр Константинович                                                | 06.04.1945            | генерал      | командир 49-й стрелковой дивизии 33-й армии 1-го Белорусского фронта | генерал-майор                               | 27.07.1898 — 27.04.1955              | [ БС 25 ] [ ГС 87 ] [ НЛ 77 ]   |
| 574   | Боголю́бов Александр Николаевич                                                | 29.05.1945            | генерал      | начальник штаба 2-го Белорусского фронта | генерал-полковник                           | 29.05.1900 — 28.02.1956              | [ БС 25 ] [ ГС 88 ] [ НЛ 78 ]   |
| 575   | Богома́з Алексей Лукич (Богомаз Алексей Лукьянович) укр. Богомаз Олексій Лукич | 24.03.1945            | пехота       | командир батальона 281-го гвардейского стрелкового полка 93-й гвардейской стрелковой дивизии 27-й армии 2-го Украинского фронта | гвардии старший лейтенант                   | 07.11.1917 — 13.11.1944              | [ БС 25 ] [ ГС 89 ] [ НЛ 79 ]   |
| 576   | Богома́зов Григорий Иванович                                                   | 02.09.1943            | авиация      | заместитель командира эскадрильи 158-го истребительного авиационного полка 7-го истребительного авиационного корпуса Войск ПВО | старший лейтенант                           | 28.01.1918 — 16.01.1994              | ——                              |
| 577   | Богомо́лов Александр Фёдорович                                                 | 27.02.1945            | пехота       | командир батальона 1050-го стрелкового полка 301-й стрелковой дивизии 5-й ударной армии 1-го Белорусского фронта | капитан                                     | 27.08.1919 — 05.02.1945              | [ БС 25 ] [ ГС 91 ] [ НЛ 80 ]   |
| 578   | Богомо́лов Алексей Максимович                                                  | 18.09.1943            | авиация      | заместитель командира эскадрильи 6-го гвардейского авиационного полка 6-й гвардейской авиационной дивизии 1-го гвардейского авиационного корпуса Авиации дальнего действия                                                                                         | гвардии майор                               | 01.03.1909 — 11.01.1988              | [ БС 25 ] [ ГС 92 ] [ НЛ 81 ]   |
| 579   | Богомо́лов Иван Григорьевич                                                    | 13.11.1943            | пехота       | помощник командира взвода 931-го стрелкового полка 240-й стрелковой дивизии 38-й армии Воронежского фронта | старший сержант                             | 23.03.1907 — 15.10.1943              | [ БС 26 ] [ ГС 93 ] [ НЛ 82 ]   |
| 580   | Богомо́лов Константин Иванович                                                 | 17.11.1943            | пехота       | командир пулемётного отделения мотострелкового батальона 69-й механизированной бригады 9-го механизированного корпуса 3-й гвардейской танковой армии Воронежского фронта                                                                                           | сержант                                     | 1897 — 22.06.1969                    | [ БС 27 ] [ ГС 94 ] [ НЛ 83 ]   |
| 581   | Богомо́лов Николай Тимофеевич                                                  | 24.03.1945            | пехота       | командир пулемётного расчёта 142-го стрелкового полка 5-й стрелковой дивизии 3-й армии 1-го Белорусского фронта | старший сержант                             | 10.08.1923 — 27.09.1981              | [ БС 27 ] [ ГС 95 ] [ НЛ 84 ]   |
| 582   | Богомо́лов Семён Иванович                                                      | 20.12.1943            | инженер      | командир понтонного отделения 7-го отдельного моторизованного понтонно-мостового батальона 7-й гвардейской армии Степного фронта | сержант                                     | 12.12.1917 — 19.06.1987              | [ БС 27 ] [ ГС 96 ] [ НЛ 85 ]   |
| 583   | Богомо́лов Сергей Александрович                                                | 03.06.1944            | медики       | фельдшер дивизиона 12-го миномётного полка 43-й миномётной бригады 3-й гвардейской артиллерийской дивизии 5-го артиллерийского корпуса прорыва РГК в составе войск 33-й армии Западного фронта                                                                     | младший лейтенант медицинской службы        | 12.10.1925 — 18.10.1999              | [ БС 27 ] [ ГС 97 ] [ НЛ 86 ]   |
| 584   | Богора́д Самуил Нахманович (Богорад Семён Наумович)                            | 08.07.1945            | морской флот | командир подводной лодки Щ-310 3-го дивизиона бригады подводных лодок Балтийского флота | капитан 3-го ранга                          | 17.08.1907 — 23.04.1996              | [ БС 27 ] [ ГС 98 ] [ НЛ 87 ]   |
| 585   | Богусла́вский Владимир Григорьевич                                             | 22.07.1944            | комиссар     | заместитель по политической части командира гвардейского отдельного учебного стрелкового батальона 67-й гвардейской стрелковой дивизии 6-й гвардейской армии 1-го Прибалтийского фронта                                                                            | гвардии капитан                             | 22.09.1914 — 16.03.1998              | [ БС 27 ] [ ГС 99 ] [ НЛ 88 ]   |
| 586   | Богу́цкий Виктор Степанович                                                    | 18.08.1945            | авиация      | командир звена 99-го гвардейского отдельного разведывательного авиационного полка 15-й воздушной армии 2-го Прибалтийского фронта | гвардии старший лейтенант                   | 18.02.1923 — 23.02.1945              | [ БС 27 ] [ ГС 100 ] [ НЛ 89 ]  |
| 587   | Богуше́вич Иван Михайлович бел. Багушэвіч Іван Міхайлавіч                      | 26.10.1943            | артиллерия   | командир 161-го отдельного гвардейского пушечного артиллерийского полка 7-й гвардейской армии Степного фронта | гвардии подполковник                        | 25.10.1906 — 14.08.1962              | [ БС 28 ] [ ГС 101 ] [ НЛ 90 ]  |
| 588   | Бодако́в Афанасий Лаврентьевич                                                 | 29.06.1945            | пехота       | командир 224-го стрелкового полка 162-й стрелковой дивизии 70-й армии 2-го Белорусского фронта | подполковник                                | 17.01.1911 — 14.09.1989              | [ БС 29 ] [ ГС 102 ] [ НЛ 91 ]  |
| 589   | Бо́дня Василий Григорьевич укр. Бодня Василь Григорович                        | 27.06.1945            | пехота       | помощник командира взвода 35-го гвардейского стрелкового полка 14-й гвардейской стрелковой дивизии 5-й гвардейской армии 1-го Украинского фронта | гвардии сержант                             | 10.08.1923 — 10.09.1992              | [ БС 29 ] [ ГС 103 ] [ НЛ 92 ]  |
| 590   | Бодро́в Алексей Федотович                                                      | 27.02.1945            | танкист      | командир танка 1-й гвардейской танковой бригады 8-го гвардейского механизированного корпуса 1-й гвардейской танковой армии 1-го Белорусского фронта | гвардии младший лейтенант                   | 1923 — 16.01.1945                    | [ БС 29 ] [ ГС 104 ] [ НЛ 93 ]  |
| 591   | Бодряшо́в Александр Тимофеевич                                                 | 03.06.1944            | артиллерия   | наводчик орудия 145-го отдельного истребительно-противотанкового дивизиона 30-й стрелковой дивизии 47-й армии Воронежского фронта | сержант                                     | 03.12.1921 — 03.07.2003              | [ БС 29 ] [ ГС 105 ] [ НЛ 94 ]  |
| 592   | Бо́ев Иван Капитонович                                                         | 17.10.1943            | инженер      | командир отделения 553-го отдельного сапёрного батальона 226-й стрелковой дивизии 60-й армии Центрального фронта | старший сержант                             | 06.09.1924 — 24.03.1980              | [ БС 29 ] [ ГС 106 ] [ НЛ 95 ]  |
| 593   | Бое́нко Дмитрий Петрович                                                       | 03.06.1944            | пехота       | старший помощник начальника разведывательного отдела штаба 23-го стрелкового корпуса 47-й армии Воронежского фронта | капитан                                     | 1918 — 20.10.1943                    | [ БС 30 ] [ ГС 107 ] [ НЛ 96 ]  |
| 594   | Боже́нко Александр Гаврилович укр. Боженко Олександр Гаврилович                | 10.01.1944            | танкист      | механик-водитель танка Т-34 344-го танкового батальона 91-й отдельной танковой бригады 3-й гвардейской танковой армии 1-го Украинского фронта | гвардии старшина                            | 15.09.1915 — 28.03.1972              | [ БС 31 ] [ ГС 108 ] [ НЛ 97 ]  |
| 595   | Бо́йко Василий Романович укр. Бойко Василь Романович                           | 07.04.1940            | комиссар     | начальник организационной партийной части политического отдела 4-й стрелковой дивизии 13-й армии Северо-Западного фронта | старший политрук                            | 28.02.1907 — 03.04.1996              | [ БС 31 ] [ ГС 109 ] [ НЛ 98 ]  |
| 596   | Бо́йко Григорий Евдокимович укр. Бойко Григорій Євдокимович                    | 21.07.1942            | авиация      | командир звена 514-го отдельного пикирующего бомбардировочного авиационного полка Северо-Западного фронта | старший лейтенант                           | 1918 — 07.06.1942                    | [ БС 31 ] [ ГС 110 ] [ НЛ 99 ]  |
| 597   | Бо́йко Дмитрий Дмитриевич                                                      | 13.09.1944            | пехота       | командир 759-го стрелкового полка 163-й стрелковой дивизии 40-й армии 2-го Украинского фронта | майор                                       | 25.10.1918 — 24.06.1981              | [ БС 31 ] [ ГС 111 ] [ НЛ 100 ] |
| 598   | Бо́йко Иван Иванович укр. Бойко Іван Іванович                                  | 26.10.1943            | инженер      | командир отделения 84-го гвардейского отдельного сапёрного батальона 73-й гвардейской стрелковой дивизии 7-й гвардейской армии Степного фронта | гвардии старший сержант                     | 1916 — 29.11.1953                    | [ БС 31 ] [ ГС 112 ] [ НЛ 101 ] |
| 599   | Бо́йко Иван Никифорович укр. Бойко Іван Никифорович                            | 10.01.1944 26.04.1944 | танкист      | командир 69-го гвардейского танкового полка 21-й гвардейской механизированной бригады 8-го гвардейского механизированного корпуса 1-й танковой армии 1-го Украинского фронта командир 64-й гвардейской танковой бригады 1-й танковой армии 1-го Украинского фронта | гвардии подполковник                        | 24.10.1910 — 12.05.1975              | [ БС 31 ] [ ГС 113 ] [ НЛ 102 ] |
| 600   | Бо́йко Николай Павлович укр. Бойко Микола Павлович                             | 16.10.1943            | артиллерия   | командир батареи 34-го гвардейского артиллерийского полка 6-й гвардейской стрелковой дивизии 13-й армии Центрального фронта | гвардии старший лейтенант                   | 05.05.1911 — 29.03.1995              | [ БС 32 ] [ ГС 114 ] [ НЛ 103 ] |
| 601   | Бо́йко Савелий Иванович укр. Бойко Савелій Іванович                            | 29.06.1945            | связисты     | командир отделения связи миномётной батареи 17-го гвардейского стрелкового полка 5-й гвардейской стрелковой дивизии 11-й гвардейской армии 3-го Белорусского фронта                                                                                                | гвардии старшина                            | 05.12.1917 — 31.10.1998              | [ БС 33 ] [ ГС 115 ] [ НЛ 104 ] |
| 602   | Бойко́в Иван Тимофеевич                                                        | 27.06.1945            | авиация      | командир эскадрильи 155-го гвардейского штурмового авиационного полка 9-й гвардейской штурмовой авиационной дивизии 1-го гвардейского штурмового авиационного корпуса 2-й воздушной армии 1-го Украинского фронта                                                  | гвардии старший лейтенант                   | 02.02.1920 — 05.05.2002              | [ БС 33 ] [ ГС 116 ] [ НЛ 105 ] |
| 603   | Бойко́в Николай Сафронович                                                     | 16.10.1943            | пехота       | стрелок 78-го стрелкового полка 74-й стрелковой дивизии 13-й армии Центрального фронта | красноармеец                                | 1920 — 03.10.1943 (пропал без вести) | [ БС 33 ] [ ГС 117 ] [ НЛ 106 ] |
| 604   | Бойцо́в Александр Герасимович                                                  | 15.01.1944            | пехота       | командир 218-го гвардейского стрелкового полка 77-й гвардейской стрелковой дивизии 61-й армии Центрального фронта | гвардии подполковник                        | 27.10.1904 — 22.12.1977              | [ БС 33 ] [ ГС 118 ] [ НЛ 107 ] |
| 605   | Бойцо́в Аркадий Сергеевич                                                      | 14.07.1953            | комиссар     | заместитель по политической части командира эскадрильи 16-го истребительного авиационного полка 97-й истребительной авиационной дивизии ПВО 64-го истребительного авиационного корпуса                                                                             | майор                                       | 17.03.1923 — 15.06.2000              | ——                              |
| 606   | Бойцо́в Евгений Васильевич                                                     | 10.04.1945            | пехота       | командир роты 289-го стрелкового полка 120-й стрелковой дивизии 21-й армии 1-го Украинского фронта | старший лейтенант                           | 07.01.1919 — 03.04.1945              | [ БС 33 ] [ ГС 120 ] [ НЛ 108 ] |
| 607   | Бойцо́в Иван Никитович                                                         | 07.04.1940            | пехота       | стрелок 278-го мотострелкового полка 17-й мотострелковой дивизии 13-й армии Северо-Западного фронта | красноармеец                                | 1918 — 27.02.1940                    | [ БС 33 ] [ ГС 121 ] [ НЛ 109 ] |
| 608   | Бойцо́в Игорь Михайлович                                                       | 13.02.1944            | артиллерия   | командир батареи 96-го гвардейского артиллерийского полка 45-й гвардейской стрелковой дивизии 42-й армии Ленинградского фронта | гвардии старший лейтенант                   | 19.12.1912 — 16.01.1944              | [ БС 34 ] [ ГС 122 ] [ НЛ 110 ] |

| Навигационная таблица | Навигационная таблица                |
| --------------------- | ------------------------------------ |
| «Б»                   | Бабаджанян Амазасп — Балебин Василий |
| «Б»                   | Баленко Александр — Батяев Василий   |
| «Б»                   | Бахаев Степан — Белоусов Павел       |
| «Б»                   | Белоусов Степан — Бирченко Иван      |
| «Б»                   | Бирюзов Сергей — Бойцов Игорь        |
| «Б»                   | Бойцов Филипп — Бортник Роман        |
| «Б»                   | Бортовский Матвей — Булаев Александр |
| «Б»                   | Булаенко Иван — Бяков Алексей        |